# New Jack Swing
New Jack Swing ist ein Musikgenre, das Mitte bis Ende der 1980er Jahre entstand. Die Musikrichtung wurde besonders durch die Arbeit von Produzent Teddy Riley geprägt. Der Begriff selbst wurde 1987 vom Journalisten und Regisseur Barry Michael Cooper in einem Artikel in der Village Voice geprägt.
New Jack Swing verbindet die urbanen Musikrichtungen R&B und Hip-Hop durch die Verwendung von einfachen Keyboard-Melodien, Samples aus der Funk-Musik (vor allem James Brown) und groovenden, sehr perkussiven Drumcomputer-Beats, die von den synkopierten Rhythmen des Swing beeinflusst sind. Eine höhere Clubtauglichkeit wurde zudem durch die Verwendung tanzbarer Bass-Loops erzielt. Diese musikalischen Produktionen wurden durch soulige, meist mehrstimmige Gesänge begleitet, die auch durch Rap-Einlagen ergänzt wurden. Vor allem zu Beginn der 1990er beeinflusste die Musik den Mainstream.
Die meistverkauften Veröffentlichungen des Genres waren die Alben Don't Be Cruel (1988) von Bobby Brown und Dangerous (1991) von Michael Jackson. Teddy Riley war an beiden Alben maßgeblich beteiligt, ebenso am Soundtrack des Films New Jack City (1991), der den New Jack Swing auch ins Kino brachte. Neben Riley waren Dallas Austin, Jimmy Jam und Terry Lewis sowie L.A. Reid & Kenneth „Babyface“ Edmonds als jeweilige Produzenten-Duos die bedeutendsten des Genres.
Neben Janet Jackson und Bobby Brown waren weitere wichtige New-Jack-Swing-Interpreten Jodeci, Keith Sweat, Boyz II Men, Tony! Toni! Toné!, En Vogue, Kool Moe Dee, Bell Biv DeVoe, Ralph Tresvant, Johnny Gill und Heavy D. Später verwendeten auch weitere Popstars Elemente des New Jack Swing, so etwa Whitney Houston (I'm Your Baby Tonight), Madonna (Erotica) oder Kylie Minogue (Word Is Out).